# El donante
El donante es un unitario argentino coproducido por Eyeworks-Cuatro Cabezas y Telefe, ganador del Concurso de Fomento de Contenidos para la Televisión Digital Abierta (TDA) impulsado por el INCAA. Está protagonizado por Rafael Ferro y coprotagonizado por Muriel Santa Ana, María Alché, María Carámbula y Carlos Belloso. Se comenzó a emitir el martes 22 de mayo de 2012. El capítulo estreno tuvo 22 puntos de rating. Su último capítulo se emitió el 15 de agosto de 2012.

## Sinopsis
Bruno Sartori (Rafael Ferro), es un exitoso ingeniero que ha cosechado una fortuna. Recientemente viudo y sin hijos. Bruno tiene una vida social acotada, que se reduce a sus mejores amigos, el matrimonio compuesto por Raúl (Carlos Belloso) y Eva (Muriel Santa Ana) y alguna amante ocasional. Pero el día de su cumpleaños número 45, todo cambia para siempre. 
En su juventud, Bruno solía reunir algo de dinero mediante donaciones de esperma. Ese pasado olvidado se convierte en presente cuando Violeta (María Alché) se empecina en ubicar al donante que le permitió a Carolina, su madre (María Carámbula), concebirla.
Violeta finalmente da con Bruno y juntos emprenden un camino en el que descubren que hay 144 casos de éxito; 144 jóvenes que llevan el ADN de Bruno. Con la verdad descubierta y obsesionados por conocerlos, Bruno y Violeta saldrán en busca de cada uno de ellos.

## Elenco y personajes
- Rafael Ferro - Bruno Sartori
- Muriel Santa Ana - Eva Azcurra
- María Alché - Violeta
- María Carámbula - Carolina
- Carlos Belloso - Raúl
- Ignacio Rogers - Paulo
- Fiorella Indelicato - Kiara

## Aspectos Culturales
Los aspectos culturales que presenta la serie están relacionados con situaciones de la actualidad argentina de principios del siglo XXI, que se encuentran marcados por un cierto grado de desconocimiento, donde lentamente se va conociendo y descubriendo cada vez más acerca de cuestiones como la donación de esperma; un tema que tiempo atrás era considerado como "tabú", produciendo un total desconocimiento y desconcierto entre quiénes oían hablar del mencionado asunto. 
Si bien en El Donante se observa una exageración acerca de la cantidad de hijos que tiene Bruno Sartori, hay que remarcar el hecho de estar contado en calidad de ficción, lo cual no precisamente respeta los hechos tal cual han sucedido. 
Además se puede remarcar que el objetivo de esta ficción es intentar mostrar a través de los personajes y los diferentes puntos de vistas que atraviesan los sujetos, que realmente pasan por este tipo de situaciones y de qué manera son abordados.

## Secuencia de Apertura
La secuencia de apertura presenta a los personajes principales a través de la utilización de vídeos, en los cuales luego se toma un fotograma donde se muestra el rostro del actor y hacia un lateral aparece el nombre del mismo. Utilizando además dentro de dicha combinación el empleo de los títulos y animación que contienen colores en la gama del rojo, azul, verde y blanco. 
La banda musical que acompaña es Machine Gun de Commoderes, la cual, fue adaptada por Lucas Grancelli, quien ha utilizado y reafirmado la fuerte presencia de instrumentos musicales como la batería y las guitarras eléctricas.

## Cortina Musical
En lo que refiere a la musicalización empleada en la serie El donante hay que remarcar que no es de propia autoría, sino que Lucas Grancelli, el musicalizador de esta serie es quien ha realizado las adaptaciones pertinentes. Dichas músicas que se han utilizado son: 
- Machine gun -  Commodores - Pieza musical de la apertura.
- Johnny's Got A Boom Boom - Imelda May - Utilizada en el desarrollo de la serie.
- He's Frank - Slight Return - Como final o cierre de la misma.

## Producción
En lo que respecta a la producción, la ficción logró ser financiada a partir de un Modelo Público, que contaba con plan de fomento, realizado por el Estado Nacional, ya que el fin de dichos fomentos es educar a la sociedad y crear ofertas laborales haciendo de esta manera crecer la industria cinematográfica argentina. 
Por otro lado, la serie, pertenece también al modelo privado debido a que la casa productora es una empresa que posee fines de lucro, donde su objetivo es obtener beneficios económicos de dicho programa y quien emite la serie es Telefé, por ende El Donante corresponde a ambos modelos.

## Premios y nominaciones
La serie resultó ganadora de un plan de fomento llevado a cabo por el Estado Nacional mediante el consejo de SATVD, el INCAA y la UNSAM. 
Muriel Santa Ana estuvo nominada como mejor actriz de Unitario y/o miniserie en TV en los Premios Martín Fierro 2013.

## Participaciones
| - María Dupláa - Diana - Malena Pichot - Laura - Paloma Contreras - Bárbara - Lidia Catalano - Gigi - Julieta Vallina - Malena - Pablo Camaití - Cameo - María Canale - Noelia | - Pilar Gamboa - Mariela - Guillermo Arengo - Carlos María De Valle - Lucas Crespi - Emiliano Campos - Sofía Gala Castiglione - Celeste - Sandra Ballesteros - Naizu - Héctor Díaz - Marcelo - Marta Lubos - Graciela | - Nazareno Casero - Cameo - Alfredo Casero - Cameo - Diego Iglesias - Cameo - Viviana Saccone - Malala Ordóñez - María Abadi - Valentina - Talo Silveyra - Javier Gómez |

## Recepción
Según el Grupo IBOPE, en su debut promedió 20.2 puntos de índice de audiencia (con picos de 27 puntos). Quedó segundo en su franja y fue el cuarto programa más visto de la jornada.

## Audiencia
| Martes    | 22 de mayo   | Capítulo 1     | 20.2 | No | [ 2 ]  |
| Martes    | 29 de mayo   | Capítulo 2     | 16.8 | No | [ 3 ]  |
| Martes    | 5 de junio   | Capítulo 3     | 16.7 | No | [ 4 ]  |
| Martes    | 12 de junio  | Capítulo 4     | 13.0 | No | [ 5 ]  |
| Martes    | 19 de junio  | Capítulo 5     | 10.8 | No | [ 6 ]  |
| Martes    | 26 de junio  | Capítulo 6     | 8.1  | No | [ 7 ]  |
| Martes    | 3 de julio   | Capítulo 7     | 8.6  | No | [ 8 ]  |
| Martes    | 10 de julio  | Capítulo 8     | 6.6  | No | [ 9 ]  |
| Martes    | 17 de julio  | Capítulo 9     | 8.4  | No | [ 10 ] |
| Miércoles | 25 de julio  | Capítulo 10    | 9.4  | Sí | [ 11 ] |
| Miércoles | 1 de agosto  | Capítulo 11    | 9.3  | Sí | [ 12 ] |
| Miércoles | 8 de agosto  | Capítulo 12    | 8.6  | Sí | [ 13 ] |
| Miércoles | 15 de agosto | Capítulo Final | 10.7 | Sí | [ 14 ] |

     Emisión más vista.

     Emisión menos vista.